# Letis nero
Letis nero là một loài bướm đêm trong họ Erebidae.